# Papuanthes albertisii
Papuanthes es un género monotípico de arbustos pertenecientes a la familia Loranthaceae. Su única especie es: Papuanthes albertisii (Tiegh.) Danser.

## Taxonomía
Papuanthes albertisii descrita por (Tiegh.) Danser y publicado en Bulletin du Jardin Botanique de Buitenzorg, sér. 3,  11: 360 en el año 1931.